# Royal Scottish Society of Arts
Die Royal Scottish Society of Arts (R.S.S.A.) ist eine 1821 durch David Brewster als The Society for the Encouragement of the Useful Arts in Scotland gegründete gemeinnützige Stiftung nach schottischem Recht. 1841 unterzeichnete Königin Victoria eine Royal Charter und formte die Gesellschaft damit in eine Körperschaft um. Anders als die meisten Gelehrtengesellschaften hat die R.S.S.A. wie ihr Vorbild, die Royal Society of Arts, keine Spezialisierung auf einen Fachbereich oder eine Wissenschaft. Hier treffen Menschen aus vielen Bereichen der hauptsächlich praktischen Anwendung von wissenschaftlichen Erkenntnissen zusammen.